# 相沢 (横浜市)
相沢（あいざわ）は、神奈川県横浜市瀬谷区の地名。現行行政地名は相沢一丁目から相沢七丁目。住居表示未実施区域。

## 地理
瀬谷区の中央部に位置し、北に瀬谷町と中屋敷、南に瀬谷一丁目〜四丁目、東に二ツ橋町と東野、西に中央と本郷に隣接する。地域の中央部を相沢川が流れている。

### 地価
住宅地の地価は、2025年（令和7年）1月1日の公示地価によれば、相沢三丁目4番5の地点で21万7000円/m²、相沢七丁目20番10の地点で18万1000円/m²となっている。

### 地名の由来
昭和60年、61年の町界町名地番整理事業の施行にともない、瀬谷町の一部から新設した町。町名は地元の要望により字名を採った。
。

## 歴史

### 沿革
- 1985年（昭和60年）11月5日 - 町名町界整理事業に伴い、瀬谷町の一部を編入し、相沢一丁目〜四丁目を新設する[9]。
- 1986年（昭和61年）10月6日 - 町名町界整理事業に伴い、瀬谷町の一部を編入し、相沢五丁目〜七丁目を設置する[10]。

### 町名の変遷
| 実施後     | 実施年月日                | 実施前（各町名ともその一部） |
| ---------- | ------------------------- | ---------------------------- |
| 相沢一丁目 | 1985年（昭和60年）11月5日 | 瀬谷町（一部）               |
| 相沢二丁目 | 1985年（昭和60年）11月5日 | 瀬谷町（一部）               |
| 相沢三丁目 | 1985年（昭和60年）11月5日 | 瀬谷町（一部）               |
| 相沢四丁目 | 1985年（昭和60年）11月5日 | 瀬谷町（一部）               |
| 相沢五丁目 | 1986年（昭和61年）10月6日 | 瀬谷町（一部）               |
| 相沢六丁目 | 1986年（昭和61年）10月6日 | 瀬谷町（一部）               |
| 相沢七丁目 | 1986年（昭和61年）10月6日 | 瀬谷町（一部）               |

## 世帯数と人口
2025年（令和7年）1月31日現在（横浜市発表）の世帯数と人口は以下の通りである。
| 丁目       | 世帯数    | 人口    |
| ---------- | --------- | ------- |
| 相沢一丁目 | 717世帯   | 1,352人 |
| 相沢二丁目 | 667世帯   | 1,432人 |
| 相沢三丁目 | 609世帯   | 1,275人 |
| 相沢四丁目 | 690世帯   | 1,403人 |
| 相沢五丁目 | 634世帯   | 1,386人 |
| 相沢六丁目 | 553世帯   | 1,095人 |
| 相沢七丁目 | 761世帯   | 1,675人 |
| 計         | 4,631世帯 | 9,618人 |

### 人口の変遷
国勢調査による人口の推移。
| 年                 | 人口  |
| ------------------ | ----- |
| 1995年（平成7年）  | 9,871 |
| 2000年（平成12年） | 9,735 |
| 2005年（平成17年） | 9,541 |
| 2010年（平成22年） | 9,488 |
| 2015年（平成27年） | 9,568 |
| 2020年（令和2年）  | 9,572 |

### 世帯数の変遷
国勢調査による世帯数の推移。
| 年                 | 世帯数 |
| ------------------ | ------ |
| 1995年（平成7年）  | 3,495  |
| 2000年（平成12年） | 3,663  |
| 2005年（平成17年） | 3,720  |
| 2010年（平成22年） | 3,809  |
| 2015年（平成27年） | 4,005  |
| 2020年（令和2年）  | 4,195  |

## 学区
市立小・中学校に通う場合、学区は以下の通りとなる（2021年8月時点）。
| 丁目       | 番・番地等                                  | 小学校             | 中学校             |
| ---------- | ------------------------------------------- | ------------------ | ------------------ |
| 相沢一丁目 | 全域                                        | 横浜市立瀬谷小学校 | 横浜市立瀬谷中学校 |
| 相沢二丁目 | 1〜6番地                                    | 横浜市立瀬谷小学校 | 横浜市立瀬谷中学校 |
| 相沢二丁目 | 7〜63番地                                   | 横浜市立相沢小学校 | 横浜市立東野中学校 |
| 相沢三丁目 | 28番地                                      | 横浜市立相沢小学校 | 横浜市立東野中学校 |
| 相沢三丁目 | 1〜27番地 29〜47番地                        | 横浜市立瀬谷小学校 | 横浜市立瀬谷中学校 |
| 相沢四丁目 | 全域                                        | 横浜市立瀬谷小学校 | 横浜市立瀬谷中学校 |
| 相沢五丁目 | 全域                                        | 横浜市立瀬谷小学校 | 横浜市立瀬谷中学校 |
| 相沢六丁目 | 1〜4番地 7〜8番地 31番地の2 33〜43番地      | 横浜市立瀬谷小学校 | 横浜市立瀬谷中学校 |
| 相沢六丁目 | 5〜6番地 9番地〜31番地の1 32番地 44〜57番地 | 横浜市立相沢小学校 | 横浜市立東野中学校 |
| 相沢七丁目 | 全域                                        | 横浜市立相沢小学校 | 横浜市立東野中学校 |

## 事業所
2021年（令和3年）現在の経済センサス調査による事業所数と従業員数は以下の通りである。
| 丁目       | 事業所数  | 従業員数 |
| ---------- | --------- | -------- |
| 相沢一丁目 | 22事業所  | 169人    |
| 相沢二丁目 | 29事業所  | 242人    |
| 相沢三丁目 | 21事業所  | 96人     |
| 相沢四丁目 | 23事業所  | 148人    |
| 相沢五丁目 | 11事業所  | 29人     |
| 相沢六丁目 | 30事業所  | 232人    |
| 相沢七丁目 | 38事業所  | 288人    |
| 計         | 174事業所 | 1,204人  |

### 事業者数の変遷
経済センサスによる事業所数の推移。
| 年                 | 事業者数 |
| ------------------ | -------- |
| 2016年（平成28年） | 168      |
| 2021年（令和3年）  | 174      |

### 従業員数の変遷
経済センサスによる従業員数の推移。
| 年                 | 従業員数 |
| ------------------ | -------- |
| 2016年（平成28年） | 1,101    |
| 2021年（令和3年）  | 1,204    |

## 施設
- 横浜市立瀬谷小学校 - （四丁目に所在）
- 瀬谷北郵便局 - （一丁目に所在）
- 長天寺 - （四丁目に所在）
- 瀬谷諏訪社 - （三丁目に所在）

## 交通

### 道路
- 神奈川県道401号瀬谷柏尾線（かまくらみち）

### 鉄道
一丁目に相鉄本線が通っているが、駅は設置していない。
- 相鉄本線瀬谷駅が最寄り駅となる。

また、以下のバス路線にて相鉄本線三ツ境駅や小田急江ノ島線鶴間駅も利用可能である。

### バス
- 神奈川中央交通大和営業所
  - 瀬谷駅〜細谷戸第5（瀬31系統）
  - 三ツ境駅北口〜鶴間駅東口（間15系統）
  - 三ツ境駅北口〜細谷戸第5（境30系統）

## その他

### 日本郵便
- 郵便番号 : 246-0013[3]（集配局：瀬谷郵便局[20]）。

### 警察
町内の警察の管轄区域は以下の通りである。
| 町丁       | 番地等 | 警察署     | 交番・駐在所 |
| ---------- | ------ | ---------- | ------------ |
| 相沢一丁目 | 全域   | 瀬谷警察署 | 瀬谷駅前交番 |
| 相沢二丁目 | 全域   | 瀬谷警察署 | 瀬谷駅前交番 |
| 相沢三丁目 | 全域   | 瀬谷警察署 | 瀬谷駅前交番 |
| 相沢四丁目 | 全域   | 瀬谷警察署 | 瀬谷駅前交番 |
| 相沢五丁目 | 全域   | 瀬谷警察署 | 目黒交番     |
| 相沢六丁目 | 全域   | 瀬谷警察署 | 細谷戸駐在所 |
| 相沢七丁目 | 全域   | 瀬谷警察署 | 細谷戸駐在所 |